# Briggs Hill
Briggs Hill är en kulle i Antarktis. Den ligger i Östantarktis. Nya Zeeland gör anspråk på området. Toppen på Briggs Hill är 1 210 meter över havet, eller 457 meter över den omgivande terrängen. Bredden vid basen är 4,8 km.
Terrängen runt Briggs Hill är bergig åt nordväst, men åt sydost är den kuperad. Trakten är obefolkad. Det finns inga samhällen i närheten.